# Grand Prix de Plouay féminin 2015
La 17e édition du Grand Prix de Plouay féminin a eu lieu le 29 août 2015. Il s'agit de la dernière manche de la  Coupe du monde de cyclisme sur route féminine. Elle est remportée par la Britannique Elizabeth Armitstead.

## Parcours

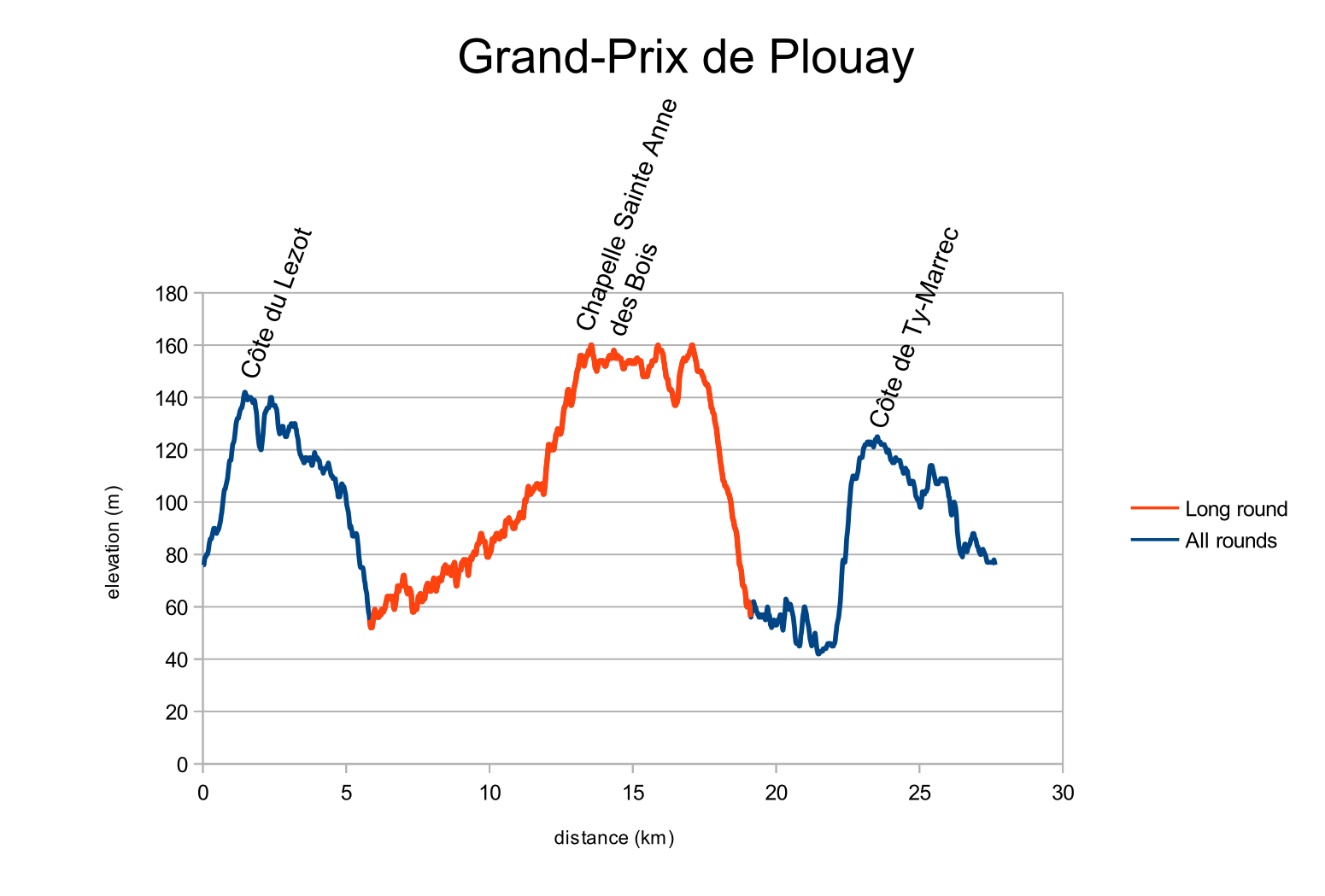
Profil du parcours

Le parcours en circuit est constitué de quatre tours de 26,9 km suivis d'un tour de 13,9 km, soit un total de 121,5 km.
Les coureuses empruntent la côte du Lézot, avant de prendre la direction de Kerscoulic puis Pont-Neuf. Ils longent alors le Scorff, passent à Pont-Calleck et près de la chapelle Sainte-Anne de Berné. Le circuit revient vers Pont-Neuf avant d'emprunter le Minojenn du Calvaire. Il finit par la côte de Ty Marrec, située à seulement 4 km de l'arrivée.

## Équipes
| Équipe continentale- Parkhotel Valkenburg Continental Équipes féminines professionnelles (17)- Alé Cipollini - Aromitalia Vaiano - BePink LaClassica - Bigla - Boels Dolmans - BTC City Ljubljana - Inpa Sottoli Bianchi Giusfredi - Liv-Plantur - Lointek - Lotto Soudal Ladies - Orica-AIS - Poitou-Charentes.Futuroscope.86 - Rabo Liv Women - SC Michela Fanini Rox - Servetto Footon - Tibco-SVB - Wiggle Honda Équipes nationales (2)- Afrique du Sud - France |
| |

## Déroulement de la course
Elizabeth Armitstead prend ses responsabilités et attaque dans la côte de Ty Marrec dans l'avant dernier passage, à environ douze kilomètres de l'arrivée. Elle est marquée par Anna van der Breggen, Ashleigh Moolman-Pasio, Elisa Longo Borghini et Pauline Ferrand-Prévot. Le groupe de tête se reforme. Megan Guarnier et Evelyn Stevens, toutes deux de l'équipe Boels Dolmans, attaquent ensuite tour à tour afin de fatiguer leurs adversaires. Evelyn Stevens s'échappe avec Claudia Lichtenberg et Elena Cecchini. Leur avance culmine à trente secondes. Elles se fond rejoindre au pied de la dernière ascension de Ty Marrec. La course se conclut par un sprint de neuf coureuses. Elizabeth Armitstead se montre la plus véloce, devant Emma Johansson et Pauline Ferrand-Prévot. Anna van der Breggen n'étant que sixième, Lizzie Armitstead s'adjuge le classement final de la Coupe du monde par la même occasion.

## Classements

### Classement final
| \| Classement général \| Classement général \| Classement général \| Classement général \| Classement général \| \| Coureuse \| Coureuse \| Pays \| Équipe \| Temps \| \| ------------------ \| ---------------------- \| ------------------ \| ------------------- \| ------------------ \| \| 1re \| Lizzie Armitstead \| Royaume-Uni \| Boels Dolmans \| 3 h 09 min 26 s \| \| 2e \| Emma Johansson \| Suède \| Orica-AIS \| + 0 s \| \| 3e \| Pauline Ferrand-Prévot \| France \| Rabo Liv Women \| + 0 s \| \| 4e \| Ashleigh Moolman \| Afrique du Sud \| Bigla \| + 0 s \| \| 5e \| Claudia Lichtenberg \| Allemagne \| Liv-Plantur \| + 0 s \| \| 6e \| Anna van der Breggen \| Pays-Bas \| Rabo Liv Women \| + 0 s \| \| 7e \| Elena Cecchini \| Italie \| Lotto Soudal Ladies \| + 0 s \| \| 8e \| Evelyn Stevens \| États-Unis \| Boels Dolmans \| + 0 s \| \| 9e \| Elisa Longo Borghini \| Italie \| Wiggle Honda \| + 0 s \| \| 10e \| Rasa Leleivytė \| Lituanie \| Aromitalia Vaiano \| + 38 s \| |                        |                |                     |                 |
| |                        |                |                     |                 |
| Sources : ProCyclingStats Cycling Quotient |                        |                |                     |                 |
| Classement général |                        |                |                     |                 |
| Coureuse | Coureuse               | Pays           | Équipe              | Temps           |
| 1re | Lizzie Armitstead      | Royaume-Uni    | Boels Dolmans       | 3 h 09 min 26 s |
| 2e | Emma Johansson         | Suède          | Orica-AIS           | + 0 s           |
| 3e | Pauline Ferrand-Prévot | France         | Rabo Liv Women      | + 0 s           |
| 4e | Ashleigh Moolman       | Afrique du Sud | Bigla               | + 0 s           |
| 5e | Claudia Lichtenberg    | Allemagne      | Liv-Plantur         | + 0 s           |
| 6e | Anna van der Breggen   | Pays-Bas       | Rabo Liv Women      | + 0 s           |
| 7e | Elena Cecchini         | Italie         | Lotto Soudal Ladies | + 0 s           |
| 8e | Evelyn Stevens         | États-Unis     | Boels Dolmans       | + 0 s           |
| 9e | Elisa Longo Borghini   | Italie         | Wiggle Honda        | + 0 s           |
| 10e | Rasa Leleivytė         | Lituanie       | Aromitalia Vaiano   | + 38 s          |

### Points attribués
| Position           | 1er | 2e  | 3e | 4e | 5e | 6e | 7e | 8e | 9e | 10e | 11e | 12e | 13e | 14e | 15e | 16e | 17e | 18e | 19e | 20e |
| Classement général | 120 | 100 | 85 | 70 | 60 | 50 | 40 | 35 | 30 | 25  | 20  | 18  | 16  | 14  | 12  | 10  | 8   | 6   | 4   | 2   |

## Liste des participantes
| Légende | Légende                                                                    | Légende | Légende                                                    |
| ------- | -------------------------------------------------------------------------- | ------- | ---------------------------------------------------------- |
| Num     | Dossard de départ porté par le coureur sur ce Grand Prix de Plouay         | Pos     | Position à l'arrivée de la course                          |
|         | Indique un maillot de champion national ou mondial, suivi de sa spécialité | NP      | Indique un coureur qui n'a pas pris le départ de la course |
| AB      | Indique un coureur qui n'a pas terminé la course                           | HD      | Indique un coureur qui a terminé la course hors des délais |

| Rabo Liv Women RBW | Rabo Liv Women RBW                   | Rabo Liv Women RBW |
| ------------------ | ------------------------------------ | ------------------ |
| Num                | Coureuse                             | Pos                |
| 1                  | Lucinda Brand (NED) (route)          | 12e                |
| 2                  | Pauline Ferrand-Prévot (FRA) (route) | 3e                 |
| 3                  | Anna van der Breggen (NED)           | 6e                 |
| 4                  | Roxane Knetemann (NED)               | 44e                |
| 5                  | Katarzyna Niewiadoma (POL)           | 48e                |
| 6                  | Shara Gillow (AUS)                   | 29e                |

| Orica-AIS OGE | Orica-AIS OGE                | Orica-AIS OGE |
| ------------- | ---------------------------- | ------------- |
| Num           | Coureuse                     | Pos           |
| 11            | Emma Johansson (SWE) (route) | 2e            |
| 12            | Amanda Spratt (AUS)          | 43e           |
| 13            | Sarah Roy (AUS)              | 56e           |
| 14            | Rachel Neylan (AUS)          | 15e           |
| 15            | Lizzie Williams (AUS)        | 23e           |
| 16            | Katrin Garfoot (AUS)         | 16e           |

| Parkhotel Valkenburg Continental PHV | Parkhotel Valkenburg Continental PHV | Parkhotel Valkenburg Continental PHV |
| ------------------------------------ | ------------------------------------ | ------------------------------------ |
| Num                                  | Coureuse                             | Pos                                  |
| 21                                   | Riejanne Markus (NED)                | 57e                                  |
| 22                                   | Ilona Hoeksma (NED)                  | AB                                   |
| 23                                   | Jip van den Bos (NED)                | 73e                                  |
| 24                                   | Jermaine Post (NED)                  | 25e                                  |
| 25                                   | Rozanne Slik (NED)                   | 50e                                  |
| 26                                   | Pauliena Rooijakkers (NED)           | 64e                                  |

| Alé Cipollini ALE | Alé Cipollini ALE              | Alé Cipollini ALE |
| ----------------- | ------------------------------ | ----------------- |
| Num               | Coureuse                       | Pos               |
| 31                | Elena Berlato (ITA)            | 74e               |
| 32                | Francesca Cauz (ITA)           | 33e               |
| 33                | Flávia Oliveira (BRA)          | 18e               |
| 34                | Uênia Fernandes Da Souza (BRA) | 32e               |
| 35                | Dalia Muccioli (ITA)           | AB                |
| 36                | Beatrice Rossato (ITA)         | 101e              |

| SC Michela Fanini Rox MIC | SC Michela Fanini Rox MIC | SC Michela Fanini Rox MIC |
| ------------------------- | ------------------------- | ------------------------- |
| Num                       | Coureuse                  | Pos                       |
| 41                        | Lara Vieceli (ITA)        | 26e                       |
| 42                        | Federica Nicolai (ITA)    | AB                        |
| 43                        | Michela Balducci (ITA)    | AB                        |
| 44                        | Edwige Pitel (FRA)        | 41e                       |
| 45                        | Eyerusalem Kelil (ETH)    | AB                        |
| 46                        | Laura Lozano (COL)        | 49e                       |

| Tibco-Silicon Valley Bank TIB | Tibco-Silicon Valley Bank TIB | Tibco-Silicon Valley Bank TIB |
| ----------------------------- | ----------------------------- | ----------------------------- |
| Num                           | Coureuse                      | Pos                           |
| 51                            | Lauren Stephens (USA)         | 28e                           |
| 52                            | Emily Collins (NZL)           | 78e                           |
| 53                            | Kathrin Hammes (GER)          | 63e                           |
| 54                            | Kristabel Doebel-Hickok (USA) | 27e                           |
| 55                            | Joanne Hogan (AUS)            | 72e                           |
| 56                            | Kendall Ryan (USA)            | 82e                           |

| Afrique du Sud RSA | Afrique du Sud RSA           | Afrique du Sud RSA |
| ------------------ | ---------------------------- | ------------------ |
| Num                | Coureuse                     | Pos                |
| 61                 | Cherise Willeit              | 53e                |
| 63                 | An-Li Pretorius-Kachelhoffer | 51e                |
| 64                 | Heidi Dalton                 | 86e                |
| 65                 | Carla Oberholzer             | AB                 |
| 66                 | Charlene du Preez            | AB                 |

| Boels Dolmans DLT | Boels Dolmans DLT               | Boels Dolmans DLT |
| ----------------- | ------------------------------- | ----------------- |
| Num               | Coureuse                        | Pos               |
| 71                | Lizzie Armitstead (GBR) (route) | 1re               |
| 72                | Evelyn Stevens (USA)            | 8e                |
| 73                | Megan Guarnier (USA) (route)    | 14e               |
| 74                | Demi de Jong (NED)              | 85e               |
| 75                | Christine Majerus (LUX) (route) | 87e               |
| 76                | Katarzyna Pawłowska (POL)       | 91e               |

| Poitou-Charentes.Futuroscope.86 FUT | Poitou-Charentes.Futuroscope.86 FUT | Poitou-Charentes.Futuroscope.86 FUT |
| ----------------------------------- | ----------------------------------- | ----------------------------------- |
| Num                                 | Coureuse                            | Pos                                 |
| 91                                  | Pascale Jeuland (FRA)               | 77e                                 |
| 92                                  | Amélie Rivat (FRA)                  | 17e                                 |
| 93                                  | Aude Biannic (FRA)                  | 39e                                 |
| 94                                  | Eugénie Duval (FRA)                 | 94e                                 |
| 95                                  | Séverine Eraud (FRA)                | 34e                                 |
| 96                                  | Victorie Guilman (FRA)              | 37e                                 |

| Lotto Soudal Ladies LBL | Lotto Soudal Ladies LBL      | Lotto Soudal Ladies LBL |
| ----------------------- | ---------------------------- | ----------------------- |
| Num                     | Coureuse                     | Pos                     |
| 101                     | Elena Cecchini (ITA) (route) | 7e                      |
| 102                     | Jessie Daams (BEL)           | 36e                     |
| 103                     | Anisha Vekemans (BEL)        | 65e                     |
| 104                     | Lieselot Decroix (BEL)       | 70e                     |
| 105                     | Carlee Taylor (AUS)          | 19e                     |
| 106                     | Susanna Zorzi (ITA)          | 11e                     |

| Bigla BCT | Bigla BCT                        | Bigla BCT |
| --------- | -------------------------------- | --------- |
| Num       | Coureuse                         | Pos       |
| 111       | Doris Schweizer (SUI)            | 80e       |
| 112       | Ashleigh Moolman (RSA) (route)   | 4e        |
| 113       | Sharon Laws (GBR)                | 58e       |
| 114       | Nicole Hanselmann (SUI)          | 98e       |
| 115       | Joëlle Numainville (CAN) (route) | 46e       |
| 116       | Clara Koppenburg (GER)           | 84e       |

| BTC City Ljubljana BTC | BTC City Ljubljana BTC        | BTC City Ljubljana BTC |
| ---------------------- | ----------------------------- | ---------------------- |
| Num                    | Coureuse                      | Pos                    |
| 121                    | Eugenia Bujak (POL) (route)   | 22e                    |
| 122                    | Polona Batagelj (SLO) (route) | 38e                    |
| 123                    | Urša Pintar (SLO)             | 67e                    |
| 124                    | Anja Rugelj (SLO)             | 88e                    |
| 125                    | Urška Žigart (SLO)            | AB                     |
| 126                    | Jelena Erić (SRB)             | AB                     |

| Servetto Footon SEF | Servetto Footon SEF         | Servetto Footon SEF |
| ------------------- | --------------------------- | ------------------- |
| Num                 | Coureuse                    | Pos                 |
| 131                 | Anna Potokina (RUS) (route) | 59e                 |
| 132                 | Riccarda Mazzotta (SUI)     | 96e                 |
| 133                 | Elena Kuchinskaya (RUS)     | 42e                 |
| 134                 | Jessie Walker (GBR)         | 68e                 |
| 135                 | Yevheniya Vysotska (UKR)    | 55e                 |
| 136                 | Michela Pavin (ITA)         | 62e                 |

| Aromitalia Vaiano VAI | Aromitalia Vaiano VAI      | Aromitalia Vaiano VAI |
| --------------------- | -------------------------- | --------------------- |
| Num                   | Coureuse                   | Pos                   |
| 141                   | Rasa Leleivytė (LTU)       | 10e                   |
| 142                   | Marta Bastianelli (ITA)    | 60e                   |
| 143                   | Lija Laizāne (LAT) (route) | AB                    |
| 144                   | Jessica Parra (COL)        | 89e                   |
| 145                   | Alessia Martini (ITA)      | AB                    |
| 146                   | Ewelina Szybiak (POL)      | 66e                   |

| Inpa Sottoli Bianchi Giusfredi ISG | Inpa Sottoli Bianchi Giusfredi ISG | Inpa Sottoli Bianchi Giusfredi ISG |
| ---------------------------------- | ---------------------------------- | ---------------------------------- |
| Num                                | Coureuse                           | Pos                                |
| 151                                | Ane Santesteban (ESP)              | 13e                                |
| 152                                | Tetyana Riabchenko (UKR) (route)   | 71e                                |
| 153                                | Daiva Tušlaitė (LTU) (route)       | 90e                                |
| 154                                | Anna Zita Maria Stricker (ITA)     | 21e                                |
| 155                                | Valentina Bastianelli (ITA)        | AB                                 |
| 156                                | Anna Trevisi (ITA)                 | AB                                 |

| France FRA | France FRA        | France FRA |
| ---------- | ----------------- | ---------- |
| Num        | Coureuse          | Pos        |
| 161        | Élise Delzenne    | 30e        |
| 162        | Anabelle Dreville | 92e        |
| 163        | Fanny Leleu       | 76e        |
| 164        | Émilie Rochedy    | 95e        |
| 165        | Marion Sicot      | 83e        |

| BePink LaClassica BPK | BePink LaClassica BPK          | BePink LaClassica BPK |
| --------------------- | ------------------------------ | --------------------- |
| Num                   | Coureuse                       | Pos                   |
| 171                   | Amber Neben (USA)              | 81e                   |
| 172                   | Ilaria Sanguineti (ITA)        | 100e                  |
| 173                   | Georgia Williams (NZL)         | 35e                   |
| 174                   | Tereza Medvedová (SVK)         | AB                    |
| 175                   | Lenore Pipes                   | 24e                   |
| 176                   | Ana Maria Covrig (ROU) (route) | AB                    |

| Lointek LTK | Lointek LTK            | Lointek LTK |
| ----------- | ---------------------- | ----------- |
| Num         | Coureuse               | Pos         |
| 181         | Sheyla Gutiérrez (ESP) | 52e         |
| 182         | Eider Merino (ESP)     | 99e         |
| 183         | Lucía González (ESP)   | 61e         |
| 184         | Alicia González (ESP)  | 54e         |
| 185         | Aurore Verhoeven (FRA) | 31e         |
| 186         | Alba Teruel (ESP)      | 93e         |

| Liv-Plantur TLP | Liv-Plantur TLP           | Liv-Plantur TLP |
| --------------- | ------------------------- | --------------- |
| Num             | Coureuse                  | Pos             |
| 191             | Claudia Lichtenberg (GER) | 5e              |
| 192             | Floortje Mackaij (NED)    | 47e             |
| 193             | Sara Mustonen (SWE)       | 45e             |
| 194             | Kyara Stijns (NED)        | AB              |
| 195             | Julia Soek (NED)          | 97e             |
| 196             | Molly Weaver (GBR)        | 69e             |

| Wiggle Honda WHT | Wiggle Honda WHT              | Wiggle Honda WHT |
| ---------------- | ----------------------------- | ---------------- |
| Num              | Coureuse                      | Pos              |
| 201              | Audrey Cordon-Ragot (FRA)     | 79e              |
| 202              | Elisa Longo Borghini (ITA)    | 9e               |
| 203              | Giorgia Bronzini (ITA)        | 20e              |
| 204              | Mara Abbott (USA)             | 75e              |
| 205              | Mayuko Hagiwara (JPN) (route) | 40e              |
| 206              | Anna Christian (GBR)          | AB               |

| Rabo Liv Women RBW | Rabo Liv Women RBW                   | Rabo Liv Women RBW |
| ------------------ | ------------------------------------ | ------------------ |
| Num                | Coureuse                             | Pos                |
| 1                  | Lucinda Brand (NED) (route)          | 12e                |
| 2                  | Pauline Ferrand-Prévot (FRA) (route) | 3e                 |
| 3                  | Anna van der Breggen (NED)           | 6e                 |
| 4                  | Roxane Knetemann (NED)               | 44e                |
| 5                  | Katarzyna Niewiadoma (POL)           | 48e                |
| 6                  | Shara Gillow (AUS)                   | 29e                |

| Orica-AIS OGE | Orica-AIS OGE                | Orica-AIS OGE |
| ------------- | ---------------------------- | ------------- |
| Num           | Coureuse                     | Pos           |
| 11            | Emma Johansson (SWE) (route) | 2e            |
| 12            | Amanda Spratt (AUS)          | 43e           |
| 13            | Sarah Roy (AUS)              | 56e           |
| 14            | Rachel Neylan (AUS)          | 15e           |
| 15            | Lizzie Williams (AUS)        | 23e           |
| 16            | Katrin Garfoot (AUS)         | 16e           |

| Parkhotel Valkenburg Continental PHV | Parkhotel Valkenburg Continental PHV | Parkhotel Valkenburg Continental PHV |
| ------------------------------------ | ------------------------------------ | ------------------------------------ |
| Num                                  | Coureuse                             | Pos                                  |
| 21                                   | Riejanne Markus (NED)                | 57e                                  |
| 22                                   | Ilona Hoeksma (NED)                  | AB                                   |
| 23                                   | Jip van den Bos (NED)                | 73e                                  |
| 24                                   | Jermaine Post (NED)                  | 25e                                  |
| 25                                   | Rozanne Slik (NED)                   | 50e                                  |
| 26                                   | Pauliena Rooijakkers (NED)           | 64e                                  |

| Alé Cipollini ALE | Alé Cipollini ALE              | Alé Cipollini ALE |
| ----------------- | ------------------------------ | ----------------- |
| Num               | Coureuse                       | Pos               |
| 31                | Elena Berlato (ITA)            | 74e               |
| 32                | Francesca Cauz (ITA)           | 33e               |
| 33                | Flávia Oliveira (BRA)          | 18e               |
| 34                | Uênia Fernandes Da Souza (BRA) | 32e               |
| 35                | Dalia Muccioli (ITA)           | AB                |
| 36                | Beatrice Rossato (ITA)         | 101e              |

| SC Michela Fanini Rox MIC | SC Michela Fanini Rox MIC | SC Michela Fanini Rox MIC |
| ------------------------- | ------------------------- | ------------------------- |
| Num                       | Coureuse                  | Pos                       |
| 41                        | Lara Vieceli (ITA)        | 26e                       |
| 42                        | Federica Nicolai (ITA)    | AB                        |
| 43                        | Michela Balducci (ITA)    | AB                        |
| 44                        | Edwige Pitel (FRA)        | 41e                       |
| 45                        | Eyerusalem Kelil (ETH)    | AB                        |
| 46                        | Laura Lozano (COL)        | 49e                       |

| Tibco-Silicon Valley Bank TIB | Tibco-Silicon Valley Bank TIB | Tibco-Silicon Valley Bank TIB |
| ----------------------------- | ----------------------------- | ----------------------------- |
| Num                           | Coureuse                      | Pos                           |
| 51                            | Lauren Stephens (USA)         | 28e                           |
| 52                            | Emily Collins (NZL)           | 78e                           |
| 53                            | Kathrin Hammes (GER)          | 63e                           |
| 54                            | Kristabel Doebel-Hickok (USA) | 27e                           |
| 55                            | Joanne Hogan (AUS)            | 72e                           |
| 56                            | Kendall Ryan (USA)            | 82e                           |

| Afrique du Sud RSA | Afrique du Sud RSA           | Afrique du Sud RSA |
| ------------------ | ---------------------------- | ------------------ |
| Num                | Coureuse                     | Pos                |
| 61                 | Cherise Willeit              | 53e                |
| 63                 | An-Li Pretorius-Kachelhoffer | 51e                |
| 64                 | Heidi Dalton                 | 86e                |
| 65                 | Carla Oberholzer             | AB                 |
| 66                 | Charlene du Preez            | AB                 |

| Boels Dolmans DLT | Boels Dolmans DLT               | Boels Dolmans DLT |
| ----------------- | ------------------------------- | ----------------- |
| Num               | Coureuse                        | Pos               |
| 71                | Lizzie Armitstead (GBR) (route) | 1re               |
| 72                | Evelyn Stevens (USA)            | 8e                |
| 73                | Megan Guarnier (USA) (route)    | 14e               |
| 74                | Demi de Jong (NED)              | 85e               |
| 75                | Christine Majerus (LUX) (route) | 87e               |
| 76                | Katarzyna Pawłowska (POL)       | 91e               |

| Poitou-Charentes.Futuroscope.86 FUT | Poitou-Charentes.Futuroscope.86 FUT | Poitou-Charentes.Futuroscope.86 FUT |
| ----------------------------------- | ----------------------------------- | ----------------------------------- |
| Num                                 | Coureuse                            | Pos                                 |
| 91                                  | Pascale Jeuland (FRA)               | 77e                                 |
| 92                                  | Amélie Rivat (FRA)                  | 17e                                 |
| 93                                  | Aude Biannic (FRA)                  | 39e                                 |
| 94                                  | Eugénie Duval (FRA)                 | 94e                                 |
| 95                                  | Séverine Eraud (FRA)                | 34e                                 |
| 96                                  | Victorie Guilman (FRA)              | 37e                                 |

| Lotto Soudal Ladies LBL | Lotto Soudal Ladies LBL      | Lotto Soudal Ladies LBL |
| ----------------------- | ---------------------------- | ----------------------- |
| Num                     | Coureuse                     | Pos                     |
| 101                     | Elena Cecchini (ITA) (route) | 7e                      |
| 102                     | Jessie Daams (BEL)           | 36e                     |
| 103                     | Anisha Vekemans (BEL)        | 65e                     |
| 104                     | Lieselot Decroix (BEL)       | 70e                     |
| 105                     | Carlee Taylor (AUS)          | 19e                     |
| 106                     | Susanna Zorzi (ITA)          | 11e                     |

| Bigla BCT | Bigla BCT                        | Bigla BCT |
| --------- | -------------------------------- | --------- |
| Num       | Coureuse                         | Pos       |
| 111       | Doris Schweizer (SUI)            | 80e       |
| 112       | Ashleigh Moolman (RSA) (route)   | 4e        |
| 113       | Sharon Laws (GBR)                | 58e       |
| 114       | Nicole Hanselmann (SUI)          | 98e       |
| 115       | Joëlle Numainville (CAN) (route) | 46e       |
| 116       | Clara Koppenburg (GER)           | 84e       |

| BTC City Ljubljana BTC | BTC City Ljubljana BTC        | BTC City Ljubljana BTC |
| ---------------------- | ----------------------------- | ---------------------- |
| Num                    | Coureuse                      | Pos                    |
| 121                    | Eugenia Bujak (POL) (route)   | 22e                    |
| 122                    | Polona Batagelj (SLO) (route) | 38e                    |
| 123                    | Urša Pintar (SLO)             | 67e                    |
| 124                    | Anja Rugelj (SLO)             | 88e                    |
| 125                    | Urška Žigart (SLO)            | AB                     |
| 126                    | Jelena Erić (SRB)             | AB                     |

| Servetto Footon SEF | Servetto Footon SEF         | Servetto Footon SEF |
| ------------------- | --------------------------- | ------------------- |
| Num                 | Coureuse                    | Pos                 |
| 131                 | Anna Potokina (RUS) (route) | 59e                 |
| 132                 | Riccarda Mazzotta (SUI)     | 96e                 |
| 133                 | Elena Kuchinskaya (RUS)     | 42e                 |
| 134                 | Jessie Walker (GBR)         | 68e                 |
| 135                 | Yevheniya Vysotska (UKR)    | 55e                 |
| 136                 | Michela Pavin (ITA)         | 62e                 |

| Aromitalia Vaiano VAI | Aromitalia Vaiano VAI      | Aromitalia Vaiano VAI |
| --------------------- | -------------------------- | --------------------- |
| Num                   | Coureuse                   | Pos                   |
| 141                   | Rasa Leleivytė (LTU)       | 10e                   |
| 142                   | Marta Bastianelli (ITA)    | 60e                   |
| 143                   | Lija Laizāne (LAT) (route) | AB                    |
| 144                   | Jessica Parra (COL)        | 89e                   |
| 145                   | Alessia Martini (ITA)      | AB                    |
| 146                   | Ewelina Szybiak (POL)      | 66e                   |

| Inpa Sottoli Bianchi Giusfredi ISG | Inpa Sottoli Bianchi Giusfredi ISG | Inpa Sottoli Bianchi Giusfredi ISG |
| ---------------------------------- | ---------------------------------- | ---------------------------------- |
| Num                                | Coureuse                           | Pos                                |
| 151                                | Ane Santesteban (ESP)              | 13e                                |
| 152                                | Tetyana Riabchenko (UKR) (route)   | 71e                                |
| 153                                | Daiva Tušlaitė (LTU) (route)       | 90e                                |
| 154                                | Anna Zita Maria Stricker (ITA)     | 21e                                |
| 155                                | Valentina Bastianelli (ITA)        | AB                                 |
| 156                                | Anna Trevisi (ITA)                 | AB                                 |

| France FRA | France FRA        | France FRA |
| ---------- | ----------------- | ---------- |
| Num        | Coureuse          | Pos        |
| 161        | Élise Delzenne    | 30e        |
| 162        | Anabelle Dreville | 92e        |
| 163        | Fanny Leleu       | 76e        |
| 164        | Émilie Rochedy    | 95e        |
| 165        | Marion Sicot      | 83e        |

| BePink LaClassica BPK | BePink LaClassica BPK          | BePink LaClassica BPK |
| --------------------- | ------------------------------ | --------------------- |
| Num                   | Coureuse                       | Pos                   |
| 171                   | Amber Neben (USA)              | 81e                   |
| 172                   | Ilaria Sanguineti (ITA)        | 100e                  |
| 173                   | Georgia Williams (NZL)         | 35e                   |
| 174                   | Tereza Medvedová (SVK)         | AB                    |
| 175                   | Lenore Pipes                   | 24e                   |
| 176                   | Ana Maria Covrig (ROU) (route) | AB                    |

| Lointek LTK | Lointek LTK            | Lointek LTK |
| ----------- | ---------------------- | ----------- |
| Num         | Coureuse               | Pos         |
| 181         | Sheyla Gutiérrez (ESP) | 52e         |
| 182         | Eider Merino (ESP)     | 99e         |
| 183         | Lucía González (ESP)   | 61e         |
| 184         | Alicia González (ESP)  | 54e         |
| 185         | Aurore Verhoeven (FRA) | 31e         |
| 186         | Alba Teruel (ESP)      | 93e         |

| Liv-Plantur TLP | Liv-Plantur TLP           | Liv-Plantur TLP |
| --------------- | ------------------------- | --------------- |
| Num             | Coureuse                  | Pos             |
| 191             | Claudia Lichtenberg (GER) | 5e              |
| 192             | Floortje Mackaij (NED)    | 47e             |
| 193             | Sara Mustonen (SWE)       | 45e             |
| 194             | Kyara Stijns (NED)        | AB              |
| 195             | Julia Soek (NED)          | 97e             |
| 196             | Molly Weaver (GBR)        | 69e             |

| Wiggle Honda WHT | Wiggle Honda WHT              | Wiggle Honda WHT |
| ---------------- | ----------------------------- | ---------------- |
| Num              | Coureuse                      | Pos              |
| 201              | Audrey Cordon-Ragot (FRA)     | 79e              |
| 202              | Elisa Longo Borghini (ITA)    | 9e               |
| 203              | Giorgia Bronzini (ITA)        | 20e              |
| 204              | Mara Abbott (USA)             | 75e              |
| 205              | Mayuko Hagiwara (JPN) (route) | 40e              |
| 206              | Anna Christian (GBR)          | AB               |

Source.